# ダーラー・シコー
ダーラー・シコー（ウルドゥー語: دارا شِكوه, ペルシア語:  دارا شكوه , Dara Shikoh, 1615年3月20日 - 1659年9月12日 ）は、北インド、ムガル帝国の第5代皇帝シャー・ジャハーンの長男。母はムムターズ・マハル。

## 生涯

### シャー・ジャハーンからの溺愛・結婚

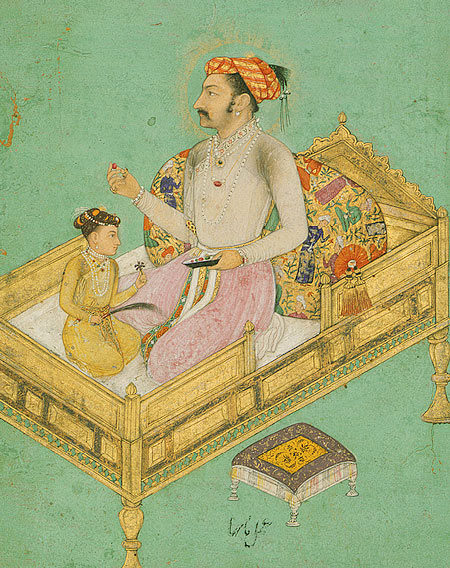
シャー・ジャハーンの横に座るダーラー・シコー（1620年）

1615年3月20日、ダーラー・シコーはムガル帝国の第5代皇帝シャー・ジャハーンとその妃ムムターズ・マハルとの間に生まれた。このとき、すでに姉ジャハーナーラー・ベーグムが生まれていた。
ダーラー・シコーが生まれたのち、弟にシャー・シュジャー、アウラングゼーブ、ムラード・バフシュ、妹にラウシャナーラー・ベーグム、ガウハーラーラー・ベーグムなど多数の兄弟が生まれた。
ダーラー・シコーは多数いる兄弟姉妹のなかで、父シャー・ジャハーンに最も愛され、自分のそばから離すことはなかった。だが、その溺愛ぶりは弟のアウラングゼーブが嫉妬するほどであり、のちにダーラーとアウラングゼーブが対立する要因の一つとなった。
1633年2月11日、ダーラー・シコーは叔父の故パルヴィーズの娘ナーディラ・バーヌー・ベーグムと結婚した。彼らは仲の良い夫婦で、スライマーン・シコー、シピフル・シコー、ジャハーンゼーブ・バーヌー・ベーグムなど7人の子女を儲けた。

### 皇太子任命と各地の太守歴任
そして、1642年9月10日、ダーラー・シコーは父帝シャー・ジャハーンに帝国の皇太子に任命され、「シャーフザーダ・イ・ブランド・イクバール（Shahzada-i-Buland Iqbal, 幸運の皇子の意）」の称号も与えられた。
また、各地の太守にも任命され、1645年にアラーハーバード太守、1648年7月3日からグジャラート太守、1652年8月16日からはムルターンおよびカーブル太守となった。

### 文人・学者として

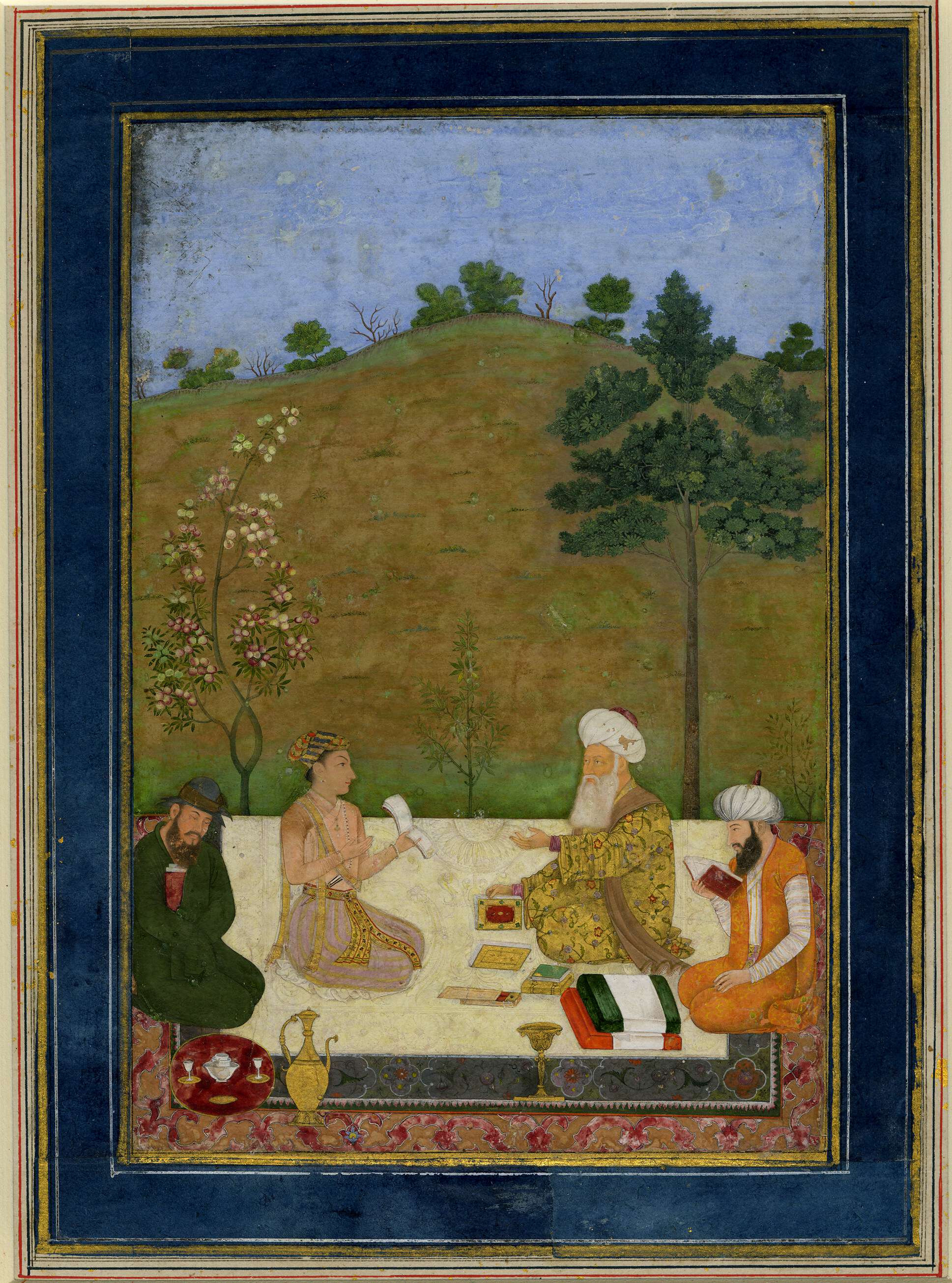
研究するダーラー・シコーと3人の側近

ダーラー・シコーは優れた教養を身に付けた人物であり、祖父アクバルのリベラリズムを継いだ優れた文人・学者であった。
ダーラー・シコーの文化面における最も偉大な業績は、ウパニシャッドをサンスクリット語からペルシア語に訳させ、『ウプネカット』を編纂したことである。
6冊あるダーラー・シコーの著書では、ヒンドゥー教とイスラーム教がその本質においては同じである、と説いている。この点を見れば、彼の思想はカビールやシク教の教主グル・ナーナクに通じるものがあったと考えていいだろう。
また、彼はヒンドゥー教の神秘主義者やイエズス会士などとよく議論したため、当時の人々は彼をイスラーム教徒ではない、とまで言う人物もいた。だが、それはダーラー・シコーの偏りのない考え方によるもので、先述した曾祖父アクバルの宗教的融和を受け継いだものであった。
とはいえ、ダーラー・シコーは社会においてイスラーム復興運動が高まっていたこと、そしてイスラームに傾倒していたアウラングゼーブとの思想における激しい対立に直面しなければならなかった。イスラーム神秘主義者シャイフ・アフマド・シルヒンディーの思想に共感していたアウラングゼーブは彼を「カーフィル（偶像崇拝者、背教者）」と呼び、イスラーム教を帝国から排斥するのではないか、という危機感を募らせていたのだという。

### 皇位継承戦争の勃発

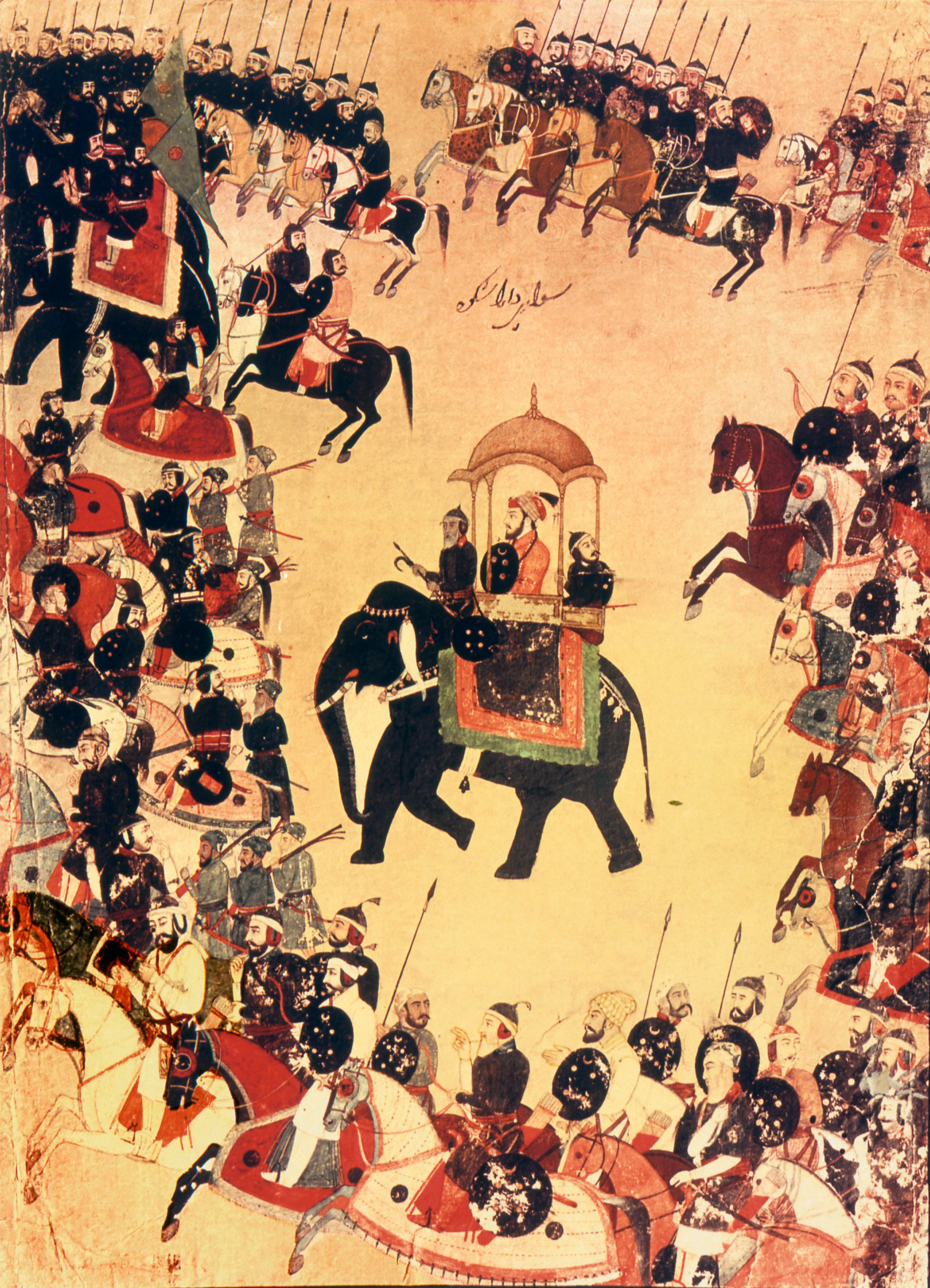
軍勢を率いるダーラー・シコー

1657年9月、父帝シャー・ジャハーンが重病となり、ダーラー・シコーは4人の弟シャー・シュジャー、アウラングゼーブ、ムラード・バフシュと皇位をめぐって争わなくてはならなくなった。シャー・ジャハーンが存命中である以上、皇位継承戦争は彼が死亡してから起こるはずなのだが、彼の病が回復の見込みがない死病だという噂が立ったということも起因していた。
そして、ダーラー・シコーが皇太子であったとしてもそのようなことは関係なかった。王位継承におけるムガル帝国とほかのインドの王朝における決定的な違いは、後継者が決められていたとしても、実力のある人物が強引に王位を奪うことが出来たところにあった。
ダーラー・シコーは皇太子であったが、あくまでシャー・ジャハーンを尊重し、他の兄弟が皇帝を自称したのちも皇帝を名乗ることはなかった。そのためか、12月30日に彼は弟シャー・シュジャーの保持していたビハール太守の地位に任命されている。
また、ダーラー・シコーはデリーおよびアーグラとその周辺を支配下に入れていたことで、ほかの兄弟よりも財力があり、軍も強力であった。そのうえ、彼はアンベール王ジャイ・シングやマールワール王ジャスワント・シングなど強力なラージプートの王を味方につけていた。

### シャー・シュジャーとの対決
11月、シャー・シュジャーがベンガルで即位したのちアーグラに向かっているという報告を聞き、ダーラー・シコーは息子スライマーン・シコーにジャイ・シングとディリール・ハーンをつけてその討伐に向かわせた。
1658年2月14日、スライマーン・シコーの軍勢はアーグラに向かっていたシャー・シュジャーとその軍に遭遇し、スライマーン・シコーの奮闘もあり、シャー・シュジャーは敗走した（バハードゥルプルの戦い）。この戦いにおいて、シャー・シュジャーは命ばかりは取り留めたが、その軍の前に敗れ去った。スライマーン・シコーの軍勢は数日間のあいだ追撃したが、のちに追撃をやめてアーグラへと引き返した。
5月17日、ダーラー・シコーはシャー・シュジャーと講和し、彼はビハール太守位を放棄し、シャー・シュジャーにベンガル、ビハール、オリッサの大部分の領有を認めた。

### アウラングゼーブとの対決

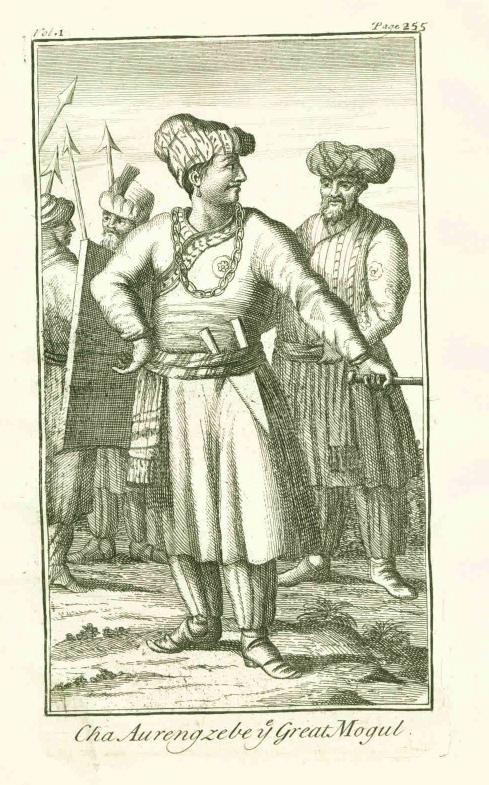
アウラングゼーブ

ダーラー・シコーにとって、皇位継承戦争における最大のライバルはやはり弟のアウラングゼーブであった。デカン太守であったアウラングゼーブは彼と最も対立していた人物であり、1657年末にはムラード・バフシュと同盟を組んで、デリーへと向かっていた。
ダーラー・シコーはアウラングゼーブの右腕ともいえる将軍ミール・ジュムラーの家族を人質にとっていた。だが、ミール・ジュムラーは依然としてアウラングゼーブの味方であり、アウラングゼーブとムラード・バフシュの連合軍はアーグラへと向かっているので、ジャスワント・シングとカーシム・ハーンをその迎撃に向かわせた。
1658年4月15日、ダーラー・シコーの軍はアウラングゼーブとムラード・バフシュの連合軍とウッジャイン近郊のナルマダー川を挟んで戦闘を行った（ダルマートプルの戦い）。戦闘は最初の方はジャスワント・シングの奮闘により、ダーラー・シコー軍の方が優勢だったが、ムラード・バフシュの勇猛さに怯えたカーシム・ハーンが逃げ出すこととなり、ジャスワント・シングも大勢の部下が死亡したことで撤退せざるを得なかった。
ダーラー・シコーはこれに怒り狂い、激しく激怒した彼はミール・ジュムラーが兵力や大砲、軍資金を提供したとして、その息子ムハンマド・アミール・ハーンを殺してやりたいとまで言った。だが、シャー・ジャハーンがなだめようとしたため、これは実行されなかった。

### 判断の誤り

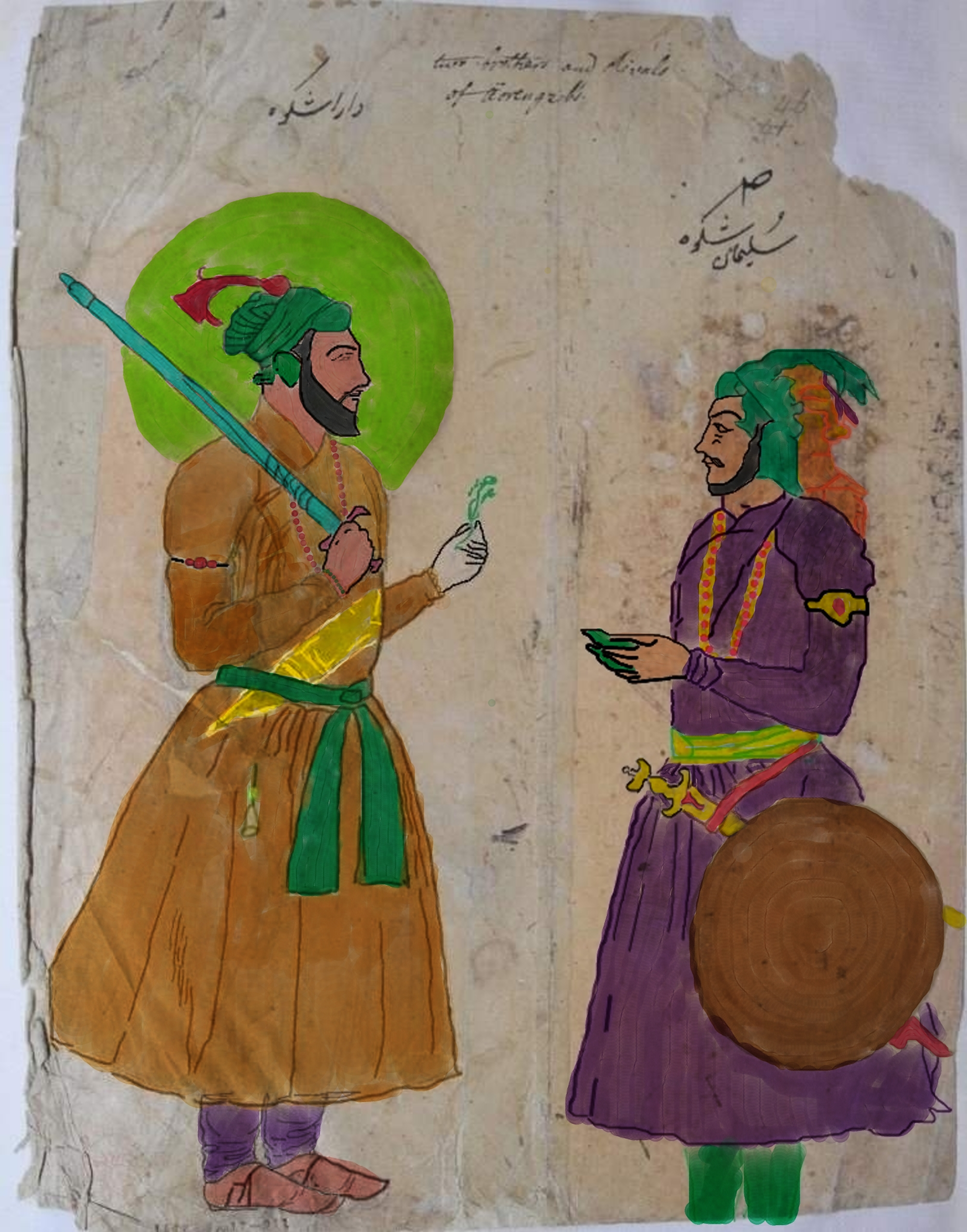
ダーラー・シコーとスライマーン・シコー

一方、病状から回復していたシャー・ジャハーンはダーラー・シコーの軍が負け、アウラングゼーブとムラード・バフシュの連合軍がアーグラに進軍していることを知ると、国の戦力をすべてに任せることに同意せざるを得ず、武将ら全員には彼に従うように命じた。フランスの旅行家フランソワ・ベルニエはその軍勢に関して、「ヒンドゥスターンで、かつて以上立派な軍勢が見られたかどうか、私は知らない」とまで語っている。
ダーラー・シコーの軍はアウラングゼーブの軍のように長距離の移動による疲労もなく、大砲の数もはるかに多かったが、彼に有利な予想をする者はいなかった。なぜなら、ダーラー・シコーは軍を指揮する能力に欠き、軍人らには不人気であり、彼の軍勢において最も強力な武将ジャイ・シングはスライマーン・シコーとともにアーグラに向かって行軍中であったからだ。
そのため、ダーラー・シコーは側近のみならずシャー・ジャハーンまでからも、息子スライマーン・シコーの軍が合流するまで時間稼ぎをし、危険な戦いは避けた方がよいのではないか、と忠告された。だが、彼はどんな提案をされても決して聞き入れなかった。ベルニエの考察よると、ダーラー・シコーはスライマーン・シコーが名声を勝ち得すぎ、次の戦いで勝利しても全ての名誉と栄光と勝ち得てしまう可能性を危惧しており、そうなると自身に対して何か企てるのではないかと考えるようになったからだという。
また、シャー・ジャハーンは自ら出陣することも提案したが、ダーラー・シコーはこれも拒否した。彼はシャー・ジャハーンが出陣することですべてが解決し、弟らは任地に戻り、シャー・ジャハーンも政務に戻るだろうから、それこそ今までの自分の苦労が無駄になると判断したのである。
ダーラーはアーグラを出る前にシャー・ジャハーンに会い、シャー・ジャハーンは目に涙を浮かべながら、厳しい口調でこう言った。
| 「 | 「それではダーラー、何事も自分で決めたとおりに運びたいなら、行くがよい。神の祝福がお前がお前の上にあるように。だが、この短い言葉だけはよく覚えておけ。もし、戦いに負けたら、二度と私の前に出てこないように気を付けるのだ」 | 」 |

### サムーガルの戦いと敗北

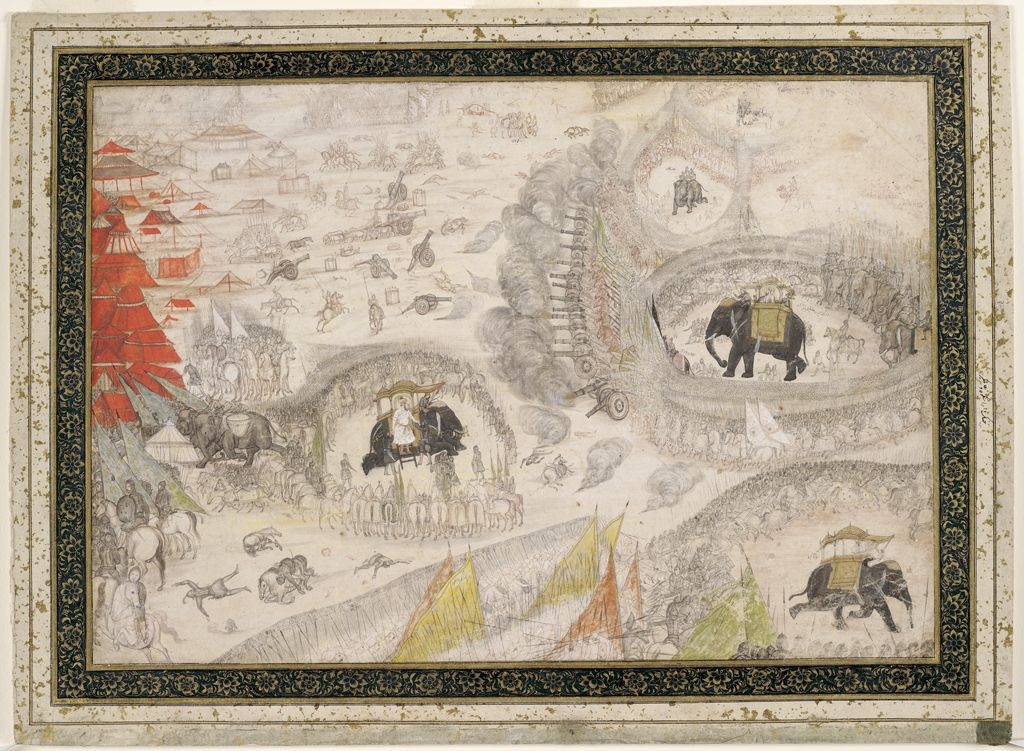
サムーガルの戦い

6月8日、ダーラー・シコーはサムーガルで、アウラングゼーブとムラード・バフシュの連合軍とアーグラ近郊のサムーガルで戦闘を交えた（サムーガルの戦い）。シャー・ジャハーンは戦いが始まる3，4日前までずっと、彼にスライマーン・シコーが到着するまで待ち、その間に陣地を築く有利な場所を選ぶように手紙で伝えていた。
戦いは象の上のダーラー・シコーが前に進みながら兵を叱咤激励し、息子のシピフル・シコーや味方の武将ルスタム・ハーン・デカニー、チャタルサール・シング、ラーム・シング・ラートールなどが奮戦していたことで、戦況は彼に有利な方だった。
ダーラー・シコーは突撃しているさなか、左翼のルスタム・ハーン・デカニーとチャトラサール・シングが戦死し、ラーム・シング・ラートールが敵陣を突破したのち、四方八方を敵に囲まれていることを知った。そのため、彼はアウラングゼーブを攻めに直行する計画を断念し、ラーム・シング・ラートールのいる左翼の救援に向かった。
ラーム・シング・ラートールが死亡したのち、ダーラー・シコーはムラード・バフシュの追撃に向かったが、そのとき武将の一人ハリールッラー・ハーンが裏切った。ハリールッラー・ハーンは過去に彼に侮辱されたことを根に持っており、自分が率いていた軍を離れ、ムラード・バフシュの攻撃へと向かったダーラー・シコーに象を降りて馬に乗り換えるように言った。
ダーラー・シコーは自分の象の天蓋付きの輿に弾が当たっていたこともあり、馬に乗り換えたが、間もなく自分の犯した過ちに気づいた。「あの男（ハリールッラー・ハーン）はどこだ？あいつは裏切った。殺してやるぞ」と探し始めたが、ハリールッラー・ハーンはすでに遠くへと逃げていた。
その後、ダーラー・シコーが象の上にいないことから、軍は彼が殺されたものと勘違いし混乱がおこった。軍の兵士らはわれさきにと逃げだし、全軍がバラバラになってしまった。彼のとった誤った行動一つが、戦いの勝敗を決めてしまったのである、とベルニエは語っている。

### 逃亡生活

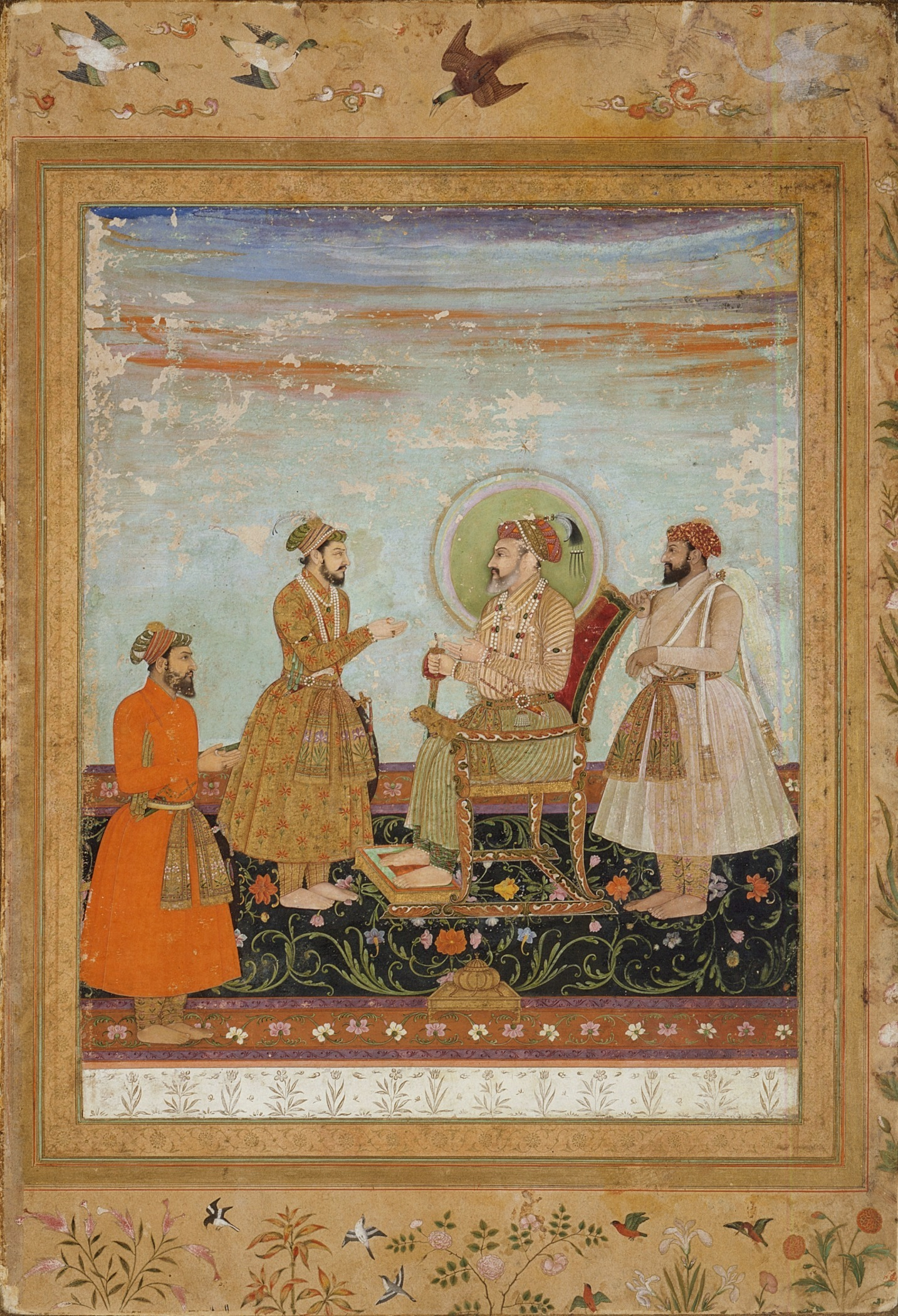
ダーラー・シコーとシャー・ジャハーン

ダーラー・シコーは大急ぎでアーグラへと逃げたが、父の厳しい言葉を思い出して、会おうとはしなかった。だが、シャー・ジャハーンは彼を見捨てようとはせず、信頼する宦官を使者に、自分が彼を愛していること、そして「お前には立派な軍隊とスライマーン・シコーがいるのだから、まだ絶望する理由は何もない」と諭すように言った。
ダーラー・シコーは父親の言葉を伝え聞いたのちも、シャー・ジャハーンに人を遣わす気にもならず、仲よくしていた姉のジャハーナーラー・ベーグムに何度か使いを出したのち、シピフル・シコーや3、400人の供を連れて真夜中のうちにアーグラを出たという。
それからまもなく、6月にアウラングゼーブが父シャー・ジャハーンを幽閉した。7月にはムラード・バフシュも同様に裏切って投獄し、その月の末にデリーで皇帝を宣言した。
8月、ダーラー・シコーはラホールで兵を招集しようとしていたが、アウラングゼーブは自らダーラー・シコーの追撃にあたり、彼はやむなくムルターンへと逃げた。だが、アウラングゼーブは執拗に追撃してきたため、ムルターンもまた放棄せざるを得ず、シンド地方のインダス川の中にあるタッタ・バカルの陣地に入った。
ダーラー・シコーはタッタ・バカルの要塞に着いたあと、そこに数日足を止めて、2000～3000人の兵を連れてインダス川に沿ってシンド地方を下り、グジャラートのアフマダーバードに付いた。そこには、シャー・ナワーズ・ハーンと言うサファヴィー朝の流れを組む人物が町の長官を務めていた。ダーラー・シコーはシャー・ナワーズ・ハーンの歓迎を受け、彼もまたジャスワント・シングらからの手紙を見せていたが、側近からは彼は裏切ると忠告を受けた。
アウラングゼーブはアフマダーバードにいるダーラー・シコーを攻撃しようか考えていたが、11月になるとシャー・シュジャーがアーグラへと進撃しているという報告を聞き、大急ぎで踵を返した。その間、ダーラー・シコーは寄せ集めではあったが、多くの兵員を擁する軍勢を作り上げていた。また、ジャスワント・シングからはできるだけアーグラに早く向かい、自分も途中で合流するという旨の手紙が送られてきので、1659年2月に彼はアフマダーバードを発ち、アーグラへの行程であるアジメールへと向かった。
だが、ジャスワント・シングが動くことはなかった。先にスライマーン・シコーを裏切ってアウラングゼーブについていたジャイ・シングが、ダーラーに味方することは危険だと手紙を何度も送っていたからであった。また、シャー・ナワーズ・ハーンもダーラー・シコーに味方するふりをして、じつはアウラングゼーブと内通していた。
同年3月、ダーラー・シコーの軍はアウラングゼーブの軍とアジメールで戦闘状態となった。ダーラー・シコーの軍勢は裏切りで瞬く間に不利になったが、そのとき敵であるはずのジャイ・シングが人を遣わし、今ここで捕まりたくないのなら逃げるべきだといい、退却を進言した。
結局、ダーラー・シコーは2,000の兵を連れて戦場を離れ、途中農民らに襲われながらもアフマダーバードに逃げたが、そこで町を預かっている人物に入城を拒否された。

### 裏切り

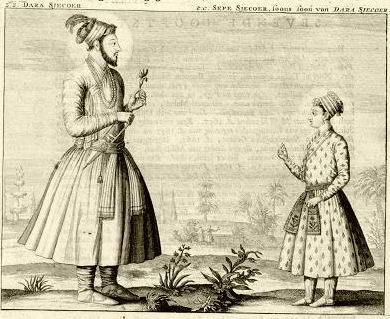
ダーラー・シコーとシピフル・シコー

ダーラー・シコーはアフマダーバードから入城を拒否されたのち、タッタ・バカルへと進もうとしたが、広大な砂漠を越え、なおかつ農民の追剥に怯えなければならず、カッチ王国のラージャのもとに落ち着いた。彼はラージャに歓迎され、その娘を息子シピフル・シコーの嫁にするという条件で、可能な限りの援助も約束された。
だが、ここでもジャイ・シングが例のジャスワント・シングに使った同じ手口で、その仲を引き裂くことに成功した。ある日、ダーラー・シコーはラージャの態度が冷めたことでそれを悟り、ふたたびタッタ・バカルへの旅へと戻った。
ダーラー・シコーがタッタ・バカルまで2、3日のところまで来たとき、長く城塞を包囲していたアウラングゼーブの武将ミール・バーバーが守備隊を窮地に追い詰めたという知らせが届いた。城の兵士らは勇敢に戦っていたが、彼は自分の少ない手勢では包囲を解くのは無理だと考え、インダス川を越えてイランのサファヴィー朝を頼ろうと考えたが、妻のナーディラ・バーヌー・ベーグムに反対されてしまった。
ダーラー・シコーは悩んでいるとき、このあたりに有力なアフガン人であるジーワン・ハーンがいることを思い出した。このジーワン・ハーンが父帝シャー・ジャハーンに幾度か反乱を起こし、象に踏みつぶすよう命じられたとき、彼が2度にわたって反対し、その命を助けたのである。彼は息子シピフル・シコーをはじめ、妻ナーディラ・バーヌー・ベーグム、娘ジャハーンゼーブ・バーヌー・ベーグムに反対されたが、ジーワン・ハーンが自分に恩を受けているから裏切ることはないだろうと考え、また包囲を解くのに十分な兵力も提供してくれると思い、その領地へと赴いた。
ジーワン・ハーンは最初、ダーラー・シコーの軍勢が大勢いると思い、恭しい態度で接して大歓迎したが、部下にも礼儀を以て接するように、食糧や水を分け与えるように言った。また、その兵士たちを部下の家に分宿させたが、その兵士の数が2、300人しかいないとわかると、その態度は豹変した。
6月21日の朝、ダーラー・シコーとシピフル・シコーはジーワン・ハーンの武装した兵士に四方八方から襲われた。防戦しようとした家来は殺害され、彼らは宝石類をみな奪ったうえで、ダーラー・シコーとその一族を捕えた。

### 絶望と死

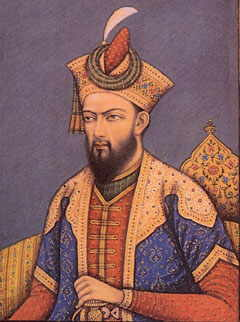
アウラングゼーブ

ダーラー・シコーとシピフル・シコーは卑劣な裏切りにより捕えられ、ミール・バーバーのいる包囲軍のもとへ連れて行かれた。籠城軍はダーラー・シコーに降伏するよう命ぜられ、彼らはラホールを経由してデリーへと連行された。
ダーラー・シコーらがデリーの近郊に来たとき、アウラングゼーブは彼らをデリー市の中央を通らすべきか議論した。王家の名誉を著しく傷つけるという意見もあったが、アウラングゼーブとその賛成者は彼らが偽物だと疑っている人たちへの本人であることの証明、そしてダーラー・シコーの支持者の希望を完全に断つため、町を通らせることは絶対に必要だと主張した。
9月11日、ダーラー・シコーとシピフル・シコーはみすぼらしい象の上に乗せられて、デリー市中を引き回されていた。彼らの後ろには剣を持ったバハードゥル・ハーンという名の兵士も乗っていたが、それは彼らが抵抗したり、あるいは救出の動きが見えたら、すぐさま彼らを殺害するためであった。
しかし、ダーラー・シコーとシピフル・シコーは絶望で打ちひしがれて、抵抗する余力もなかった。まだ暑い9月（旧暦では8月）の真昼の太陽の下、彼ら2人はデリー城の前で2時間も待たされた。
一方、アウラングゼーブはダーラー・シコーの脇にいたジーワン・ハーンが呪いの言葉を浴びせられ、投石で殺されそうになったこと、デリーの人々が暴動を起こすかもしれないこと聞いたのち、その日にダーラー・シコーとシピフル・シコーの処遇に関して宮廷で議論していた。
宮廷の人々は先述したイスラーム復興運動でイスラーム色に染まっており、ダーラー・シコーの宗教融和的態度がイスラームに背教したとして、シャーイスタ・ハーンやハリールッラー・ハーンなどほとんどがダーラー・シコーの死刑に賛成した。わずかにダーネシュマンド・ハーンなどがダーラー・シコーの死刑に反対し、またシピフル・シコーとともにグワーリヤル城に送るべきだといった人々もいた。
だが、アーグラに幽閉中のダーラー・シコーの父シャー・ジャハーンや姉のジャハーナーラー・ベーグムはそこにおらず、反対派の助力にはならなかった。そのうえ、妹のラウシャナーラー・ベーグムは強固に死刑に賛成し、グワーリヤル城に送る危険を冒してまで救う必要はないといった。
結局、アウラングゼーブは賛成派の多くの人に勧められたため、ダーラー・シコーの処刑を決定し、シピフル・シコーをグワーリヤル城に送られるよう命令した。
9月12日、ダーラー・シコーは毒殺を恐れ、シピフル・シコーに平豆（レンズマメ）を煮てやっていたとき、そこに処刑人がやってきた。処刑人の一人がシピフル・シコーを取り押さえたのち、他の処刑人がダーラー・シコーの首を刎ねた。

## 死後

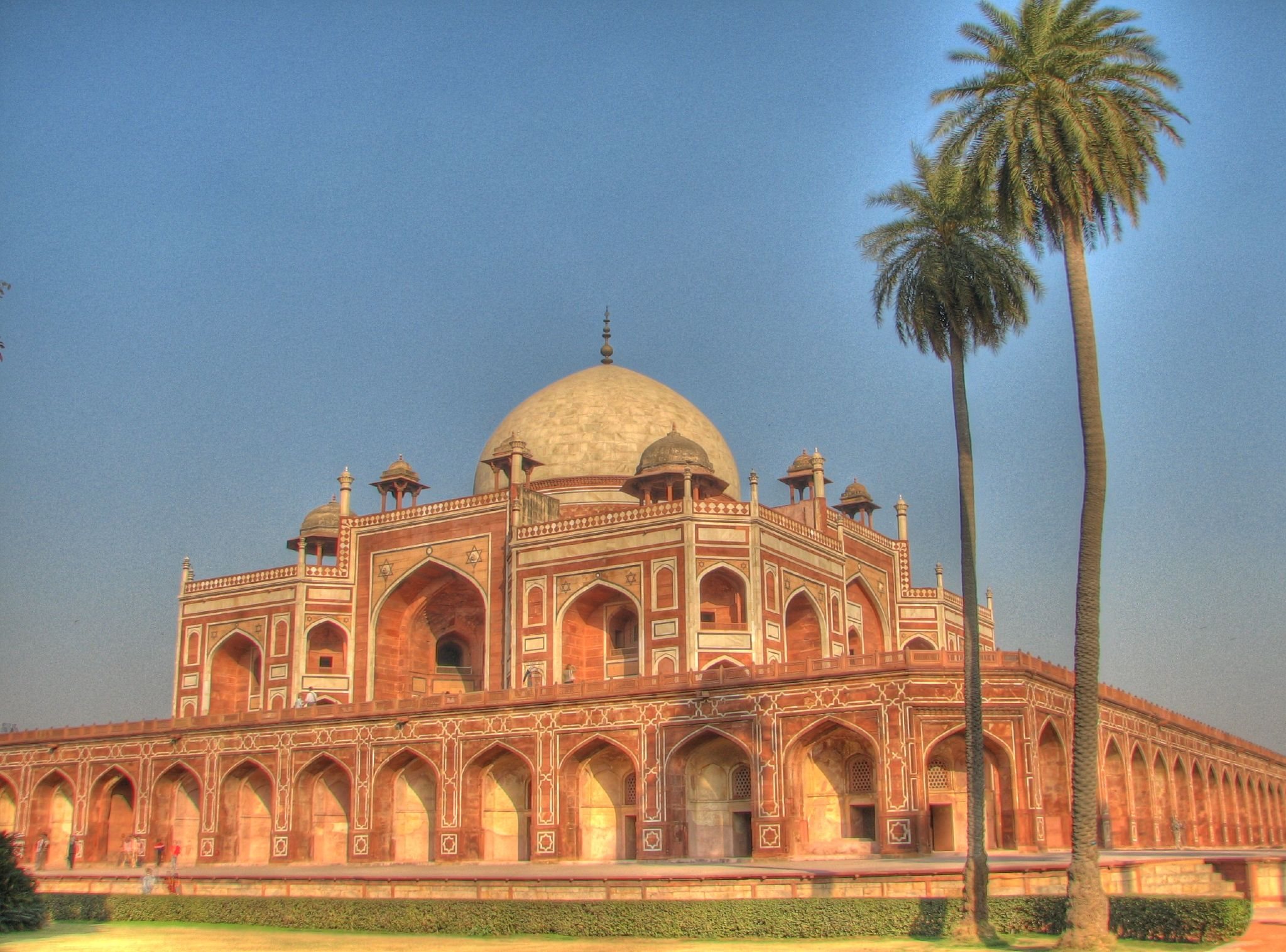
ダーラー・シコーの埋葬されたフマーユーン廟

ダーラー・シコーの首のない遺体はふたたび人々に絶望を与えるため、デリーの市中を引き回されたのち、フマーユーン廟に埋葬された。
一方、ダーラー・シコーの首は直ちにアウラングゼーブのもとに送られ、その首の見分を行いまぎれもなく本人のものであると確認すると、その首をアーグラで幽閉中のシャー・ジャハーンのもとに送りつけた。これはシャー・ジャハーンの偏愛に対するアウラングゼーブの精神的復讐であった。
シャー・ジャハーンは愛する息子の死にかなりの衝撃を受け、イタリア人の旅行家ニコラエ・マヌッチはその様子をこう語っている。 
| 「 | 「（シャー・ジャハーン）は一度だけ叫びを発すると、前のめりになり倒れこんで、顔を食卓に打ちつけた。その拍子に顔が金の食器にぶつかり、歯が何本か折れた。だが、皇帝は死んだように打ち伏したままだった」 | 」 |

その後、シピフル・シコーはグワーリヤルへと送還され、スライマーン・シコーも同様に捕まり、彼もグワーリヤルへと送られた。妻のナーディラ・バーヌー・ベーグムは処刑前に死亡しており、娘のジャハーンゼーブ・バーヌー・ベーグムはのちにアウラングゼーブの皇子アーザムの妃となった。
一方、裏切り者のジーワン・ハーンはダーラー・シコーの処刑後、アウラングゼーブから贈り物を受けたのちデリーを去ったが、自分の領地の近くまで来たとき、おそらくはダーラー・シコーの支持者だった者たちに襲撃されて殺害された。裏切り者が楽に死ねる筈はなかった。
ダーラー・シコーの死は、ムガル帝国で続いた諸宗教の平等政策の転換点に同期した事件でもあった。ムガル帝国の統治理念には2つあり、一つはダーラー・シコーに引き継がれたアクバル以来の融和路線、もうひとつはアウラングゼーブに引き継がれた融和主義を厳しく批判したシャイフ・アフマド・シルヒンディーに代表される思想であった。
アウラングゼーブの治世では、ジズヤの復活などイスラーム法（シャリーア）に回帰した政策と異教徒迫害が行われ、広大な領土を誇るムガル帝国が内包していた多宗教の対立を表立たせ、帝国は動揺することとなった。

## ギャラリー
- ダーラー・シコー
- 少年期のダーラー・シコー
- ダーラー・シコーとミーヤーン・ミール
- シャー・ジャハーンとダーラー・シコー。弟のシャー・シュジャーとアウラングゼーブ、祖父のアーサフ・ハーンもいる。
- 馬に乗るシャー・ジャハーンとダーラー・シコー
- ダーラー・シコーの結婚式
- 狩りをするダーラー・シコー
- ダーラー・シコーのアーグラ郊外の狩場
- ペルシア風の衣装を着たダーラー・シコー Agra, 1633–34